# 象山半岛
象山半岛是中国浙江省象山县所在的陆地，位于象山港南侧，三门湾北侧，得名于其上的象山。东南有韭山列岛、檀头山、南田岛作屏障，三面环海，只有西部狭窄区域与大陆相连。海岸曲折，港汊密布。南侧石浦港是重要的渔港。是浙江面积最大的半岛。